# سد الغرابة
سد الغرابة سد مائي، يقع على وادي الغرابة، شرق بللسمر في منطقة عسير في المملكة العربية السعودية، تم افتتاحه عام 2005، الغرض الرئيس من السد هو الحد من الفيضانات. يبلغ طوله 95م. ويبلغ ارتفاعه 26م، وتبلغ سعته التخزينية أربعة ملايين متر مكعب، تم بناء السد من الخراسان لتخزين المياه بالاستعاضة.
محطة تنقية مياه
شيد بجوار السد محطة تنقية مياه، تقوم بتزويد بللسمر وبللحمر المجاورتان للسد بمياه السد المنقاة.